# رندالف (نتنسی)
رندالف (به انگلیسی: Randolph) یک منطقهٔ مسکونی در ایالات متحده آمریکا است که در شهرستان تیپتون، تنسی واقع شده‌است. رندالف c نفر جمعیت دارد و ۹۶٫۰۱ متر بالاتر از سطح دریا واقع شده‌است.